# Belagerung von Valenciennes
Solebay – Erste Schooneveld – Zweite Schooneveld – Maastricht – Texel – Bonn – Sinsheim – Seneffe – Enzheim – Türkheim – Sasbach – Konzer Brücke – Stromboli – Augusta – Palermo – Philippsburg – Maastricht – Valenciennes – Tobago – Cassel – Kokersberg –  Freiburg – Ypern – Rheinfelden – Saint-Denis
Die Belagerung von Valenciennes war eine militärische Auseinandersetzung zwischen dem Königreich Frankreich und dem Königreich Spanien und fand während des Holländischen Krieges zwischen dem 28. Februar und 17. März 1677 statt. Eine französische Armee belagerte die Stadt Valenciennes, die damals Teil der Spanischen Niederlande war und von einer kleinen spanischen Armee verteidigt wurde. Die Stadt ergab sich den Franzosen am 17. März. Im Frieden von Nimwegen, der den Krieg beendete, im folgenden Jahr wurde sie formell an Frankreich abgetreten.

## Hintergrund

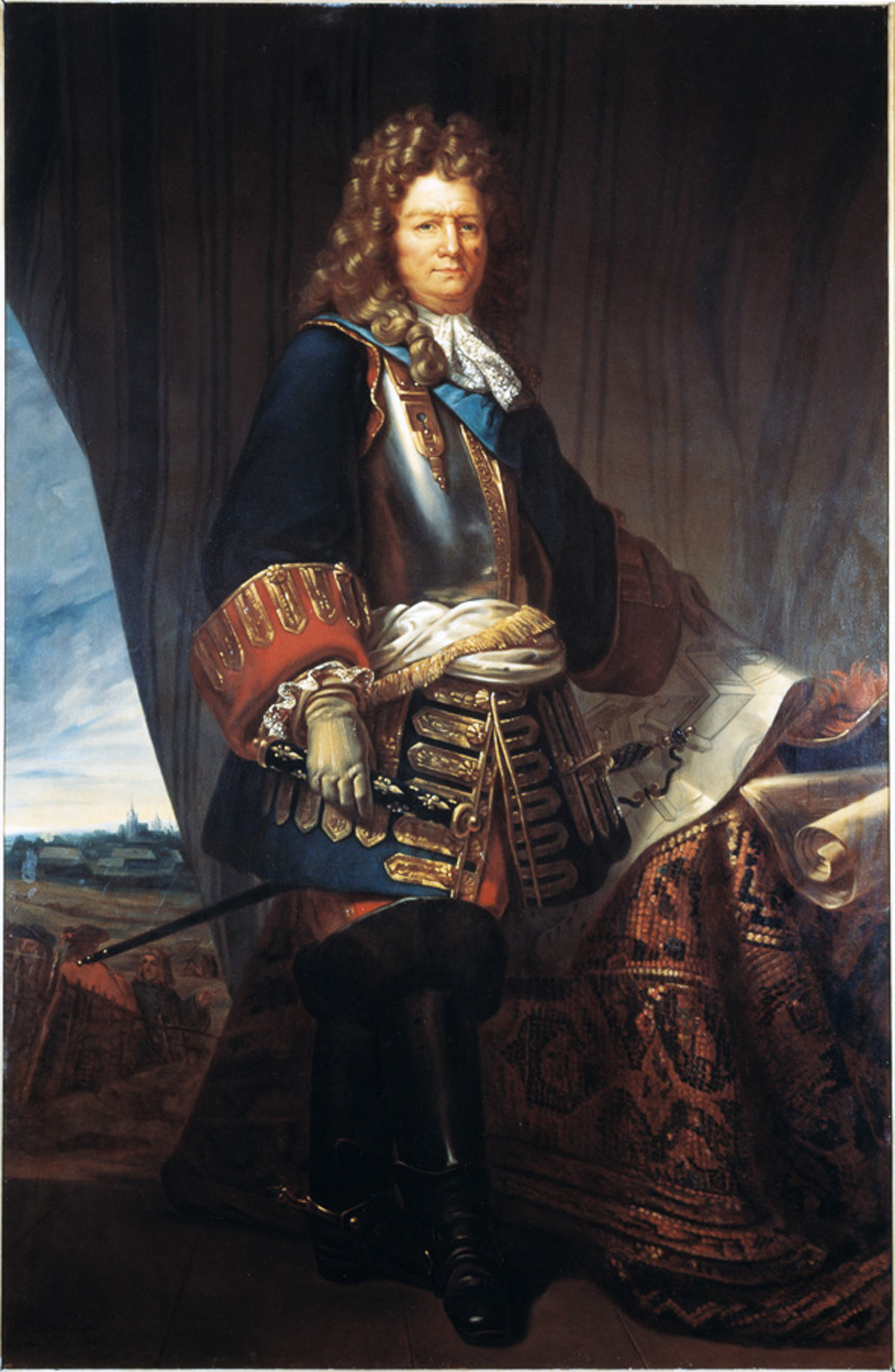
Sébastien, Marquis de Vauban (1633–1707), der den Oberbefehl über die Belagerung führte.

Im Devolutionskrieg 1667/68 eroberte Frankreich den Großteil der Spanischen Niederlande sowie die spanische Provinz Franche-Comté, verzichtete im Frieden von Aachen, der durch Vermittlung der Tripel-Allianz aus England, Schweden und den Vereinigten Niederlanden 1668 geschlossen worden war, auf die meisten Erwerbungen aber wieder. Um die Allianz zu sprengen, bezahlte Ludwig XIV. die Schweden, damit sie neutral blieben, und schloss im Vertrag von Dover eine eigene Allianz mit England gegen die Niederländer.
Frankreich überfiel die Niederländische Republik im Mai 1672 zu Beginn des Holländischen Krieges und schien zu diesem Zeitpunkt einen überwältigenden Sieg davongetragen zu haben. Mit der Zeit konsolidierte sich die niederländische Position jedoch, und Ängste um mögliche französische Gebietseroberungen brachten die Unterstützung von Kurfürst Friedrich Wilhelm von Brandenburg-Preußen, Kaiser Leopold I. und König Karl II. von Spanien. Frankreich nahm die niederländische Festung von Maastricht, zog sich 1673 aber aus den Niederlanden zurück und eröffnete weitere Fronten im Rheinland und den spanischen Pyrenäen.
Die französische Position verschlechterte sich zu Beginn des Jahres 1674, als sich zuerst Dänemark-Norwegen der Allianz anschloss und England dann im Februar mit dem Vertrag von Westminster Frieden mit der Niederländischen Republik schloss. Dennoch hatte Frankreich bis Ende 1674 die Franche-Comté zurückerobert und erzielte signifikante Gebietsgewinne im Elsass. Nun legte Frankreich das Hauptaugenmerk darauf, die Gebiete zu halten. Eine effektive Antwort der Alliierten in Flandern wurde durch Machtkämpfe in Madrid verhindert, wenngleich sich der spanische Zugriff auf die Spanischen Niederlande verstärkte.
Friedensverhandlungen wurden in Nijmegen im Sommer 1676 aufgenommen, doch Ludwigs Strategie war es, vor Friedensgesprächen in die Offensive zu gehen, um aus einer Position der Stärke heraus verhandeln zu können. So nahmen die Franzosen im Lauf des Jahres 1676 Condé-sur-l’Escaut, Bouchain, Maubeuge und Bavay, während sie zugleich einen Versuch, Maastricht zurückzuerobern, abschmetterten. Für 1677 sah sein Plan vor, Valenciennes, Cambrai und Saint-Omer zu nehmen und so die „frontière de fer“ (eiserne Grenze) zu vollenden; Ludwig rechnete damit, dass dann den Niederländern wenig Anlass verbleiben würde, den Krieg fortzusetzen.
Im Winter 1676/77 ließ der französische Kriegsminister, der Marquis de Louvois, entlang der niederländischen Grenze Versorgungsdepots einrichten. Dies ermöglichte es, den Feldzug bereits im Februar und damit einen Monat früher als gewöhnlich zu beginnen. Dadurch war ausreichend Zeit, um Valenciennes und Cambrai einzunehmen, bevor die Niederländer oder die Spanier intervenieren konnten. Marschall Luxembourg hatte das Oberkommando über die gesamte Kampagne in Flandern und kam vor Valenciennes am 28. Februar mit rund 35.000 Mann an.

## Die Schlacht
Valenciennes liegt an der Rhonelle, einem Zufluss der Schelde (französisch: l’Escaut), die eine der Haupthandelsrouten der Region darstellt und den Zugang zur See bei Antwerpen eröffnet. Bis zur Etablierung der Eisenbahn im 19. Jahrhundert wurden Waren und Versorgungsgüter weitestgehend zu Wasser transportiert und so waren Feldzüge oftmals darauf ausgelegt, Zugang zu eben jenen Transportwegen zu erhalten.
Der spanische Gouverneur war Henri de Melun, Marquis de Richebourg (1623–1690), ein erfahrener Soldat und der des Prinzen d’Epinoy, beide Angehörige des französischsprechenden Adels in den Spanischen Niederlanden. Ihm standen rund 1.150 Mann an regulären Truppen zur Verfügung, zusätzlich zudem zwei bis drei tausend zivile Hilfskräfte und ausreichend Vorrat an Nahrung und Waffen. Seine Position war jedoch hoffnungslos ohne Unterstützung und dank Louvois’ Vorbereitungen waren die Niederländer noch arglos und mussten erst noch Truppen und Nachschub zusammenziehen. Da auch die am besten verteidigte Stadt nicht auf ewig gehalten werden kann, war es für Kommandanten belagerter Städte wie Richebourg das oberste Ziel, die angreifende Streitmacht so lange wie möglich zu binden.

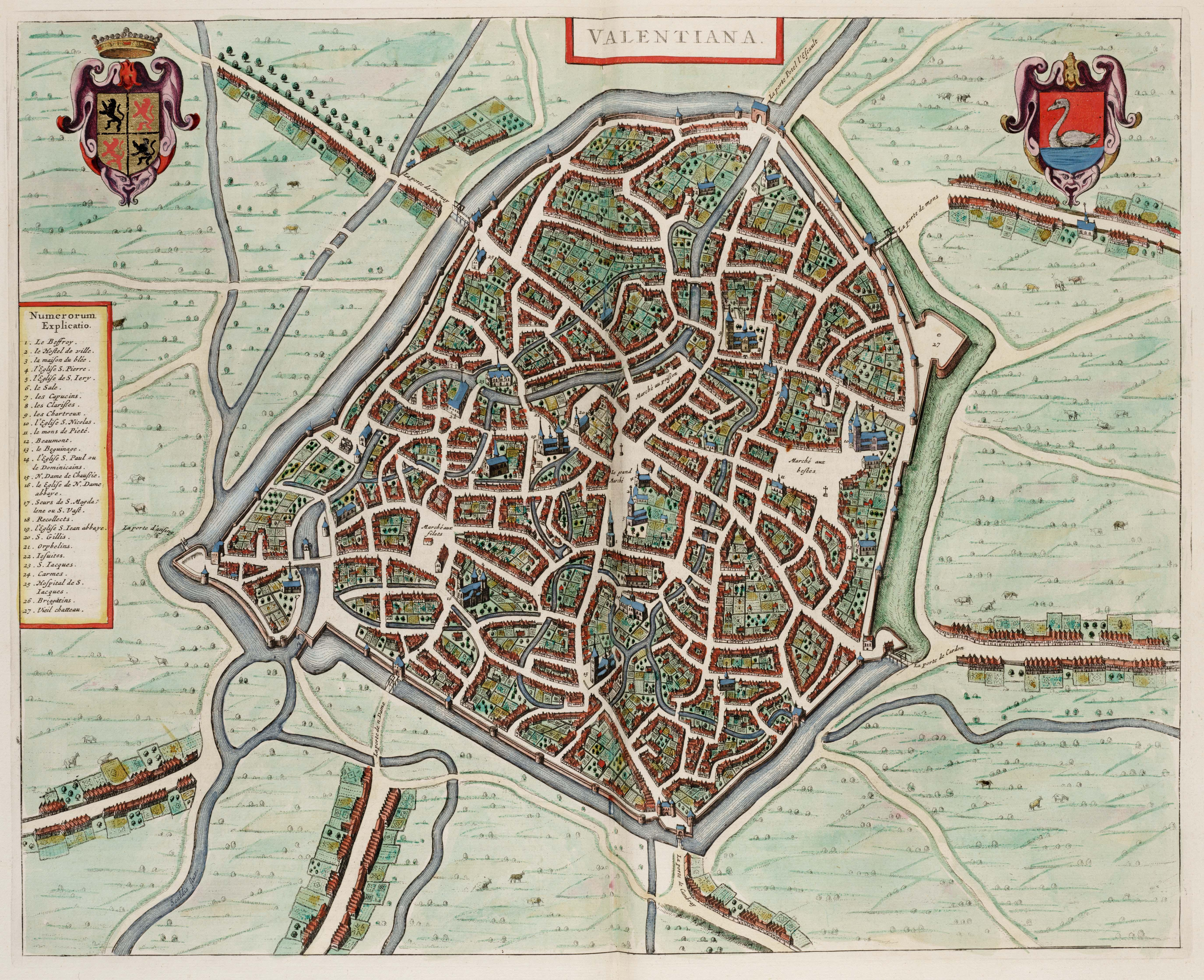
Karte von Valenciennes im 17. Jahrhundert

Belagerungsoperationen wurden vom französischen Militäringenieur Vauban beaufsichtigt; das Bombardement begann am 1. März, doch die Belagerungsarbeiten verzögerten sich wegen heftigen Regens. Zu Propagandazwecken zeigte sich Ludwig bei größeren Belagerungen oft persönlich, und so schloss er sich Luxembourg auch vor Valenciennes an. Ihn begleiteten untergeordnete Kommandeure, darunter sein Bruder Philippe, Herzog von Orléans, der Herzog d’Humières und der Herzog von Roannais.
Die Grabungsarbeiten begannen in Vorbereitung auf einen Angriff auf die Porte d’Anzin, am 8. März. Zwar war die Porte d’Anzin der am besten befestigte Teil der Verteidigungsanlagen; allerdings war dort der Boden am trockensten. Am 16. März hielt Vauban die Arbeiten für weit genug fortgeschritten, um einen Angriff wagen zu können, und schlug vor, dies im Laufe des Tages zu tun. Dies überraschte Ludwig und Luxembourg, da derartige Angriffe üblicherweise in der Nacht stattfanden. Vauban argumentierte, dadurch würden die Verteidiger verwirrt und zugleich eine bessere Koordination der attackierenden Kräfte ermöglicht.
Sein Vorschlag wurde genehmigt, und die französische Artillerie hielt die Verteidiger in der Nacht vom 16. auf den 17. März unter ständigem Beschuss, während ein Überfallkommando, bestehend aus 4.000 Mann inklusive einer Elitetruppe Mousquetaires de la garde, in den Gräben Stellung bezog. Um 9:00 Uhr morgens am 17. März bildeten die Angreifer zwei Reihen und stürmten die Mauern; die völlig überraschten Verteidiger wurden schnell überrannt. Bald war eine Brücke über die Ronnelle eingenommen, die den Angreifern Zugang zur Stadtmitte verschaffte.
Ludwig plante, die Stadt zu annektieren. Außerdem war es nach den Gepflogenheiten des Belagerungskrieges üblich, der verteidigenden Garnison und der Zivilbevölkerung großzügige Bedingungen zu gewähren, wenn sie sich ergaben, nachdem eine „gangbare Bresche“ geschlagen worden war. Da beide Seiten zudem die Plünderungen, die oft nach einer erfolgreichen Eroberung stattfanden, möglichst reduzieren wollten, ergab sich Richebourg umgehend, während Luxembourg die angreifenden Truppen zurückzog, nachdem der Stadtrat sich einverstanden erklärt hatte, ein Lösegeld zu zahlen.

## Nachspiel
Die Hauptarmee marschierte weiter nach Cambrai, während eine 12.000 Mann starke Abteilung unter der Führung von Philippe von Orléans und Humières abgestellt wurde, um St. Omer einzunehmen. Ein Entsatzversuch von Wilhelm von Oranien scheiterte am 11. April in der Niederlage bei Cassel und so ergab sich Cambrai am 17. April, gefolgt von St. Omer am 20. April. Der Krieg setzte sich bis zum Friede von Nimwegen im August 1678 fort, in dem Spanien St. Omer, Cassel, Aire, Ypern, Cambrai, Valenciennes und Maubeuge an Frankreich abtrat. Ypern wurde 1697 zurückgegeben, doch wurde so die französische Nordgrenze nahezu auf ihren heutigen Lauf fixiert.